# Robert II. (Meulan)

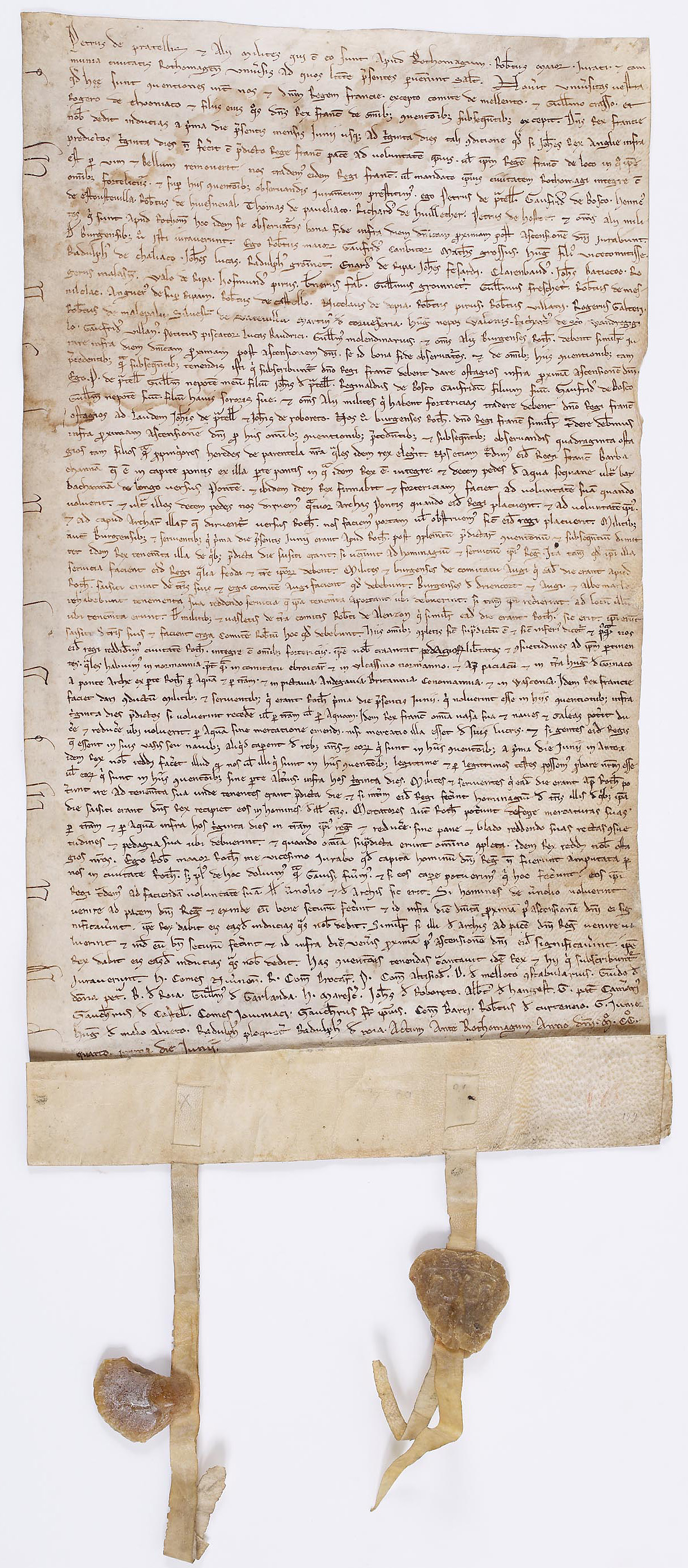
Die Kapitulationsurkunde von Rouen, datiert am 1. Juni 1204

Robert de Beaumont (* um 1142; † um 21. September 1207 in Poitiers) war Graf von Meulan, als solcher hieß er Robert II. von Meulan.
Er war ein Sohn des Galéran IV. de Beaumont, 1. Earl of Worcester, und der Agnes, einer Tochter des Amalrich III. von Montfort. 1166 erbte er die väterliche Grafschaft Meulan.
Im Konflikt seines unmittelbaren Lehnsherrn Johann Ohneland mit König Philipp II. August hielt Robert ersterem die Treue. Infolgedessen ließ der französische König bei seinem Vormarsch in die Normandie auch die Grafschaft Meulan besetzen. Roberts Sohn Peter gab dabei die Burg von Beaumont-le-Roger kampflos auf, die der König darauf im Oktober 1203 an einen seiner Gefolgsmänner übertrug. Die Grafschaft Meulan wurde in die französischen Krondomäne eingegliedert. Während dies geschah, war Robert selbst im Auftrag Johanns mit der Verteidigung von Rouen betraut. Nachdem aber der französische König die vermeintlich uneinnehmbare Burg Château-Gaillard schnell erobert hatte, gab Robert den Kampf auf und handelte am 1. Juni 1204 mit König Philipp II. die Kapitulation von Rouen aus, das er wenige Tage darauf diesem übergab.

## Familie und Kinder
Um 1165 heiratete er Maud de Dunstanville, Tochter von Reginald de Dunstanville, 1. Earl of Cornwall und Beatrice FitzRichard; ihre Kinder waren:
1. Mabile († 1204) ⚭ William de Redvers, 5. Earl of Devon
2. Galéran V. († um 1191) ab 1183 Mit-Graf von Meulan
3. Peter († 1203)
4. Heinrich († um 1204)
5. Agnes ⚭ Guido IV. von La Roche-Guyon
6. Johanna ⚭ Robert II. d’Harcourt